# Arnaldo Maria Angelini
Arnaldo Maria Angelini (Force, 1909 – Roma, 1999) è stato un ingegnere italiano.

## Biografia
Dal 1946 insegnò elettrotecnica all'università di Cagliari, ma nel 1949 si spostò all'Università di Roma. Fu dunque vicepresidente del CNEN (1960-1973), direttore e presidente (1973-1979) dell'Enel. Dal 1979 fu socio dei Lincei.
| Controllo di autorità | VIAF (EN) 16081310 · ISNI (EN) 0000 0000 2430 5731 · SBN CFIV009641 · LCCN (EN) n80148730 |